# فرودگاه بین‌المللی کوچینگ
فرودگاه بین‌المللی کوچینگ  (به انگلیسی: Kuching International Airport) (به زبان بومی: Lapangan Terbang Antarabangsa Kuching) یک فرودگاه همگانی و نظامی مسافربری با کد یاتا KCH است که یک باند فرود آسفالت دارد و طول باند آن ۳۷۸۰ متر است. این فرودگاه در شهر کوچینگ کشور مالزی قرار دارد و در ارتفاع ۲۷ متری از سطح دریا واقع شده است.

## شرکت‌های هواپیمایی و مقصدهای پروازی

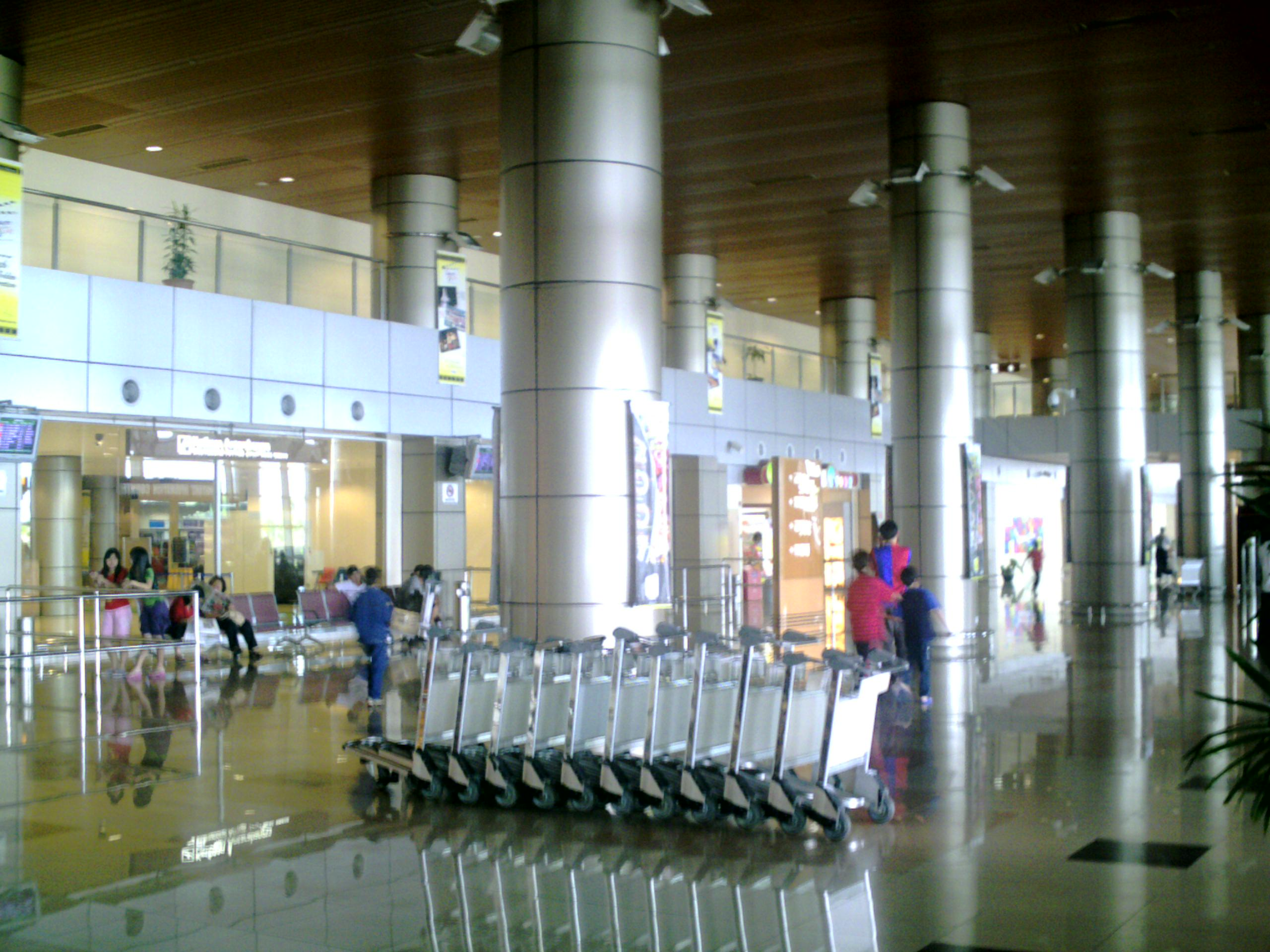
KIA Arrival Hall

### مسافری
| شرکت‌های هواپیمایی                 | مقصدهای پروازی |
| --------------------------------- | --- |
| ایرآسیا                           | بینتولو، ثنای، سلطان اسماعیل پترا، کوتا کینابالو، کوالالامپور، لانگکاوی، میری، پنانگ, سوپادیو، سیبو، چانگی سنگاپور |
| مالزی ایرلاینز                    | کوتا کینابالو، کوالالامپور، میری، چانگی سنگاپور فصلی: پنانگ                                                        |
| مالزی ایرلاینز اجرا توسط MASwings | بینتولو، کوتا کینابالو، میری، موکا، مولو، سیبو، تانجونگ مانیس                                                      |
| مالیندو ایر                       | کوالالامپور |
| Scoot                             | چانگی سنگاپور (آغاز از ۲۹ اکتبر ۲۰۱۷)                                                                              |
| سیلک‌ایر                           | چانگی سنگاپور (پایان در ۲۸ اکتبر ۲۰۱۷)                                                                             |
| اکسپرس‌ایر                         | سوپادیو |

### باری
| شرکت‌های هواپیمایی      | مقصدهای پروازی                                                                             |
| ---------------------- | ------------------------------------------------------------------------------------------ |
| Asia Cargo Express     | کوتا کینابالو، کوالالامپور                                                                 |
| ام‌ای‌اس کارگو           | هنگ کنگ، کوتا کینابالو، کوالالامپور، لابوآن، نینوی آکوئینو، شانگهای پودنگ، تائویوان تایوان |
| Transmile Air Services | کوتا کینابالو، سلطان عبدالعزیز شاه، میری، چانگی سنگاپور                                    |
| نپتون ایر              | کوتا کینابالو، کوالالامپور                                                                 |